# Диана (футбольный клуб)
«Диана» — российский футбольный клуб из Волжска. Основан в 1993 году. Лучшее достижение в первенстве России — 6 место в зоне «Поволжье» второго дивизиона в 1998 и 1999 годах. Расформирован в 2002 году.

## История
В советское время Волжск в турнирах среди коллективов физической культуры представляли «Бумкомбинат» (выходил в 1/8 финала в 1960 году), «Волга» (3-е место в группе «А» зоны «Приволжье» в 1976 году), «Металлург» (8-е место зоны «Поволжье» в 1989 году). В 1992 году в Кубке России среди любительских команд волжская «Ракета» дошла до полуфинала, но уступила «Пищевику» из Беслана, несмотря на выигрыш по сумме двух игр, из-за участия в первом матче незаявленного игрока.
«Диана» дебютировала в первенстве среди любительских команд в 1993 году. Два сезона подряд, в 1993 и 1994, команда занимала 5-е место в группе «А» зоны «Поволжье». После объединения двух групп команда из Волжска опустилась на 10-е место в 1995 году, но уже в следующем сезоне начала восхождение, заняв 4-е место. Победным стал сезон-1997, когда «Диана», выиграв 18 матчей из 26, заняла первое место в зоне «Поволжье» и вышла во второй дивизион. Главным тренером стал Игорь Евгеньевич Почуенков, но перед самым началом сезона его сменил Александр Владимирович Цилюрик, которого в свою очередь заменили на Валерия Петровича Богданова в августе. Два первых сезона во втором дивизионе команда занимала 6-е место. Очень удачно «Диана» начала сезон 2000 года, выиграв первые 6 матчей и почти весь первый круг шла на первом месте, но в итоге стала лишь 11-й. После относительно успешного сезона-2001 (8-е место), «Диана» в 2002 году заняла 14-е место и лишилась профессионального статуса.
Успехи команды были связаны с Николаем Свистуновым, являвшимся мэром Волжска и президентом Федерации футбола Республики Марий-Эл, в прошлом — спортсменом, борцом.

## Результаты выступлений на профессиональном уровне

### Первенство России
| Сезон | Дивизион            | Зона     | И  | В  | Н | П  | М     | О  | Место |
| ----- | ------------------- | -------- | -- | -- | - | -- | ----- | -- | ----- |
| 1998  | Второй дивизион ПФЛ | Поволжье | 36 | 17 | 6 | 13 | 52—46 | 57 | 6     |
| 1999  | Второй дивизион ПФЛ | Поволжье | 34 | 15 | 9 | 10 | 46—33 | 54 | 6     |
| 2000  | Второй дивизион ПФЛ | Поволжье | 34 | 14 | 3 | 17 | 50—38 | 45 | 11    |
| 2001  | Второй дивизион ПФЛ | Поволжье | 34 | 14 | 8 | 12 | 46—39 | 50 | 8     |
| 2002  | Второй дивизион ПФЛ | Поволжье | 30 | 6  | 8 | 16 | 29—64 | 26 | 14    |

### Кубок России
- 1998/1999: 1/64 финала
- 2002/2003: 1/128 финала
- 1999/2000, 2000/2001, 2001/2002: 1/256 финала

## Тренеры
- Распусков, Анатолий Владимирович (1997)
- Цилюрик, Александр Владимирович (1998)
- Богданов, Валерий Петрович (1998—2001)
- Афонин, Александр Дмитриевич (15 августа 2001 — 2002)